# Кокошко Віталій Іванович
Шаблон:Перенести в основное

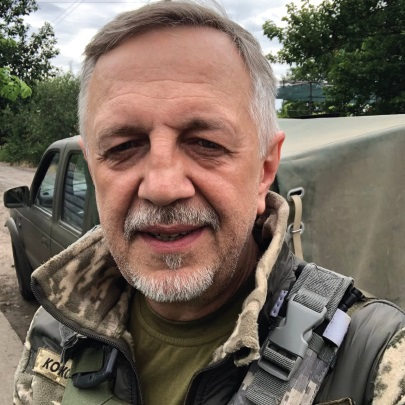
Віталій Іванович Кокошко (10 вересня 1966 року – 24 лютого 2025 року) – український режисер та продюсер.

Віталій Іванович Кокошко (10 вересня 1966 – 24 лютого 2025) - український режисер та продюсер, засновник і керівник студії Kinograf, багаторазовий переможець та член журі міжнародних фестивалів та конкурсів маркетингу і реклами. З грудня 2022 року – доброволець ЗСУ, старший сержант батареї управління артилерійської розвідки 72-ї окремої механізованої бригади ім. Чорних Запорожців.
Біографія
Народився в Одесі, звідки одразу після його народження родина перебралася до Миколаєва. У Миколаєві закінчив 8 класів, середню освіту завершував у Криму, після чого поїхав до Кишинева, де протягом року навчався у ПТУ.
Завершивши навчання у Кишиніві, намагався здійснити юнацьку мрію - поступити до Одеського морехідного училища. Не пройшов лікарську комісію і у 1984 році почав навчання на інженера-механіка у Одеському політехнічному інституті (нині Національний університет "Одеська політехніка"). З 1-го курсу був мобілізований до Радянської армії, дворічну службу проходив у підрозділі ракетних військ  неподалік естонського містечка Палдиски.
Отримавши звання сержанта, після демобілізації у 1986 році повернувся до навчання у виші. Перші мистецькі спроби здійснив у студентстві у якості актора театру-студії Одеського дому офіцерів.
Ще до закінчення у 1991 році політехнічного інституту почав працювати водієм на зйомках Одеської кіностудіїхудожніх фільмів. Майже одразу був помічений адміністрацією і залучений до організації знімальних процесів. Звідси почався відлік творчої біографії спочатку продюсера, а невдовзі режисера Кокошка.
Подальше професійне життя пов’язане зі студією Kinograf, яку заснував у 1998 році і беззмінно керував нею протягом 24 років - до початку повномасштабного вторгнення Росії. Відразу вступив до лав Територіальної оборони України, а невдовзі – на добровільну службу до лав ЗСУ.
Пішов із життя під час несення служби 24 лютого 2022 року, рівно у третю річницю повномасштабного вторгнення. З воїнськими почестями похований на Байковому кладовищі Києва.
Особисте життя
Дружина – Кокошко Любов (1966), фінансовий директор студії Kinograf . Одружилися 14 листопада 1992 року.
Донька – Кокошко Ольга (1993), маркетолог, засновник та керівник рекламної агенції NEBO Ideas.
Має двох братів та сестру. Молодший брат Олександр Кокошко – також доброволець, військовослужбовець 5-ї ОКШБ, потім 93-ї ОМБр «Холодний Яр», обидві з початку повномасштабного вторгнення відстоюють Донбас.
Творчість
Шлях у кіно почав у 1991 році на Одеській кіностудії художніх фільмів. Займався організацією знімальних процесів, зокрема, для таких видатних режисерів, як Кіра Муратова та Джузеппе Торнаторе.
У 1998 році залишив роботу на кіностудії та заснував у Одесі продакшн-студію Kinograf, ставши її незмінним керівником. 
На новому повороті кар’єри у якості продюсера знімає кліпи для групи «Воплі Відоплясова». Пісні та кліпи «Весна», «День народження», «Були на селі» досі є знаковими візитівками групи у любителів українського фолк-року.
У 2001 році переїжджає родиною до Києва і відразу стає помітною фігурою у становленні української реклами. Перший же крок на новому місці – рекламний ролик горілки «Старий Друже» - приносить народну любов бренду, режисеру і головному герою актору Володимиру Горянському. З того часу яскраві гротескні історії визначають творчий почерк режисера Кокошка та його студії. Його роботи стають легко впізнаваними не лише в Україні, а й у пострадянських країнах.
Під час свого існування очолюваний Кокошком Kinograf став ефективним комунікаційним партнером десятків компаній та брендів, найвідомішими з яких є Київстар, UNICEF, Козацька Рада, Фокстрот, ПУМБ, Хлібний дар, Київський ювелірний завод, Оболонь, Верес, Ферма тощо. 
За 25 років роботи на знімальних майданчиках творчий стиль та професійна вибагливість режисера Кокошка стають легендою для всіх, хто причетний до рекламної галузі. Його вплив на становлення української рекламної та кіноіндустрії відзначають такі особистості, як відомий маркетолог Андрій Федорів та письменниця і режисерка Ірина Цілик.
Як режисер і продюсер Кокошко зняв більше 400 рекламних роликів і отримав близько 350 нагород міжнародних фестивалів та конкурсів. Ось головні з них.
«Канський Лев» -  2005, найвища світова нагорода у світі маркетингу та реклами (разом з рекламною агенцією «Кринь»).
Світовий конкурс ефективності маркетингових комунікацій Global Awards – 2011, золото та срібло.
EURO EFFIE AWARDS – 2011, бронза.
Європейський фестиваль реклами Eurobest – 2010, бронза.
Європейський фестиваль реклами Epica Awards – 2008, бронза.
Фестиваль Нової Європи Golden Drum – 2002 (перше українське золото) та золото 2010.
Національний конкурс ефективності маркетингових комунікацій EFFIE AWARDS Ukraine – близько 60 нагород, з яких 10 вищої якості.
Вже у 2001 році Кокошко отримує Гран Прі нещодавно заснованого Київського міжнародного фестивалю реклами і потім десятки разів відзначається на ньому разом зі своєю агенцією.
Одне з вищих досягнень датується 2014 роком, коли EFFIE AWARDS Global називає очолюваний Кокошком Kinograf номером два у рейтингу найбільш ефективних незалежних агенцій світу.
Востаннє виходив на знімальний майданчик на початку травня 2021 року. Дві нагороди за цю роботу, отримані на EFFIE AWARDS Ukraine – 2021, завершили режисерський шлях Кокошка та підвели підсумок конкурсним успіхам Kinograf.
Громадянська позиція. Бойовий шлях
Громадянська позиція Кокошка добре відома ще з часів Помаранчевої революції. Як її активний учасник, він був особисто знайомий з майбутнім президентом України Віктором Ющенком. Керував знімальною групою, що супроводжувала зустрічі Ющенка з виборцями, знімав бурхливі події 2004 року на Майдані Незалежності.
У березні 2022 року, з перших днів повномасштабного вторгнення, записався до підрозділу Вишгородської Територіальної Оборони, який ніс чергування неподалік села Жукін. Коли здалося, що гостра небезпека минула Київщину, пішов добровільно до лав ЗСУ, пройшов навчання і у грудні 2022 року у званні старшого сержанта був направлений на Донбас до складу 72-ї ОМБр ім. Чорних Запорожців.
Майже 2 роки підрозділ артрозвідки, в якому служив В. Кокошко, був на вістрі оборони спочатку Курахова, а потім на Вугледарському напрямку. У жовтні 2024 року, після великих втрат особового складу, бригада була переведена для відновлення з одночасним веденням бойових чергувань до району Каховського водосховища (Херсонська область). На Донецький напрямок повернулась через кілька днів після прощання з Кокошком, що відбулося 2 березня 2025 року.
Публічна відомість Кокошка сприяла активній взаємодії з волонтерами та волонтерськими організаціями як всередині країни, так і за кордоном. Завдяки цьому великою мірою поповнювалися втрати техніки та спорядження, яких зазнавала у боях з ворогом його батарея управління артилерійської розвідки.
За час служби отримав дві контузії та осколкове поранення. Указом Президента України №559/2022 нагороджений відзнакою «За оборону України».
Віталій Кокошко похований на Байковому кладовищі Києва 2 березня 2025 року. Над містом поховання майорить прапор 72-ї Окремої Механізованої бригади ім. Чорних Запорожців.
У цьому ж році за великий внесок у професійні стандарти Всеукраїнська рекламна коаліція називає ім’ям Віталія Кокошка щорічну нагороду комунікаційній агенції – переможниці креативного рейтингу України.

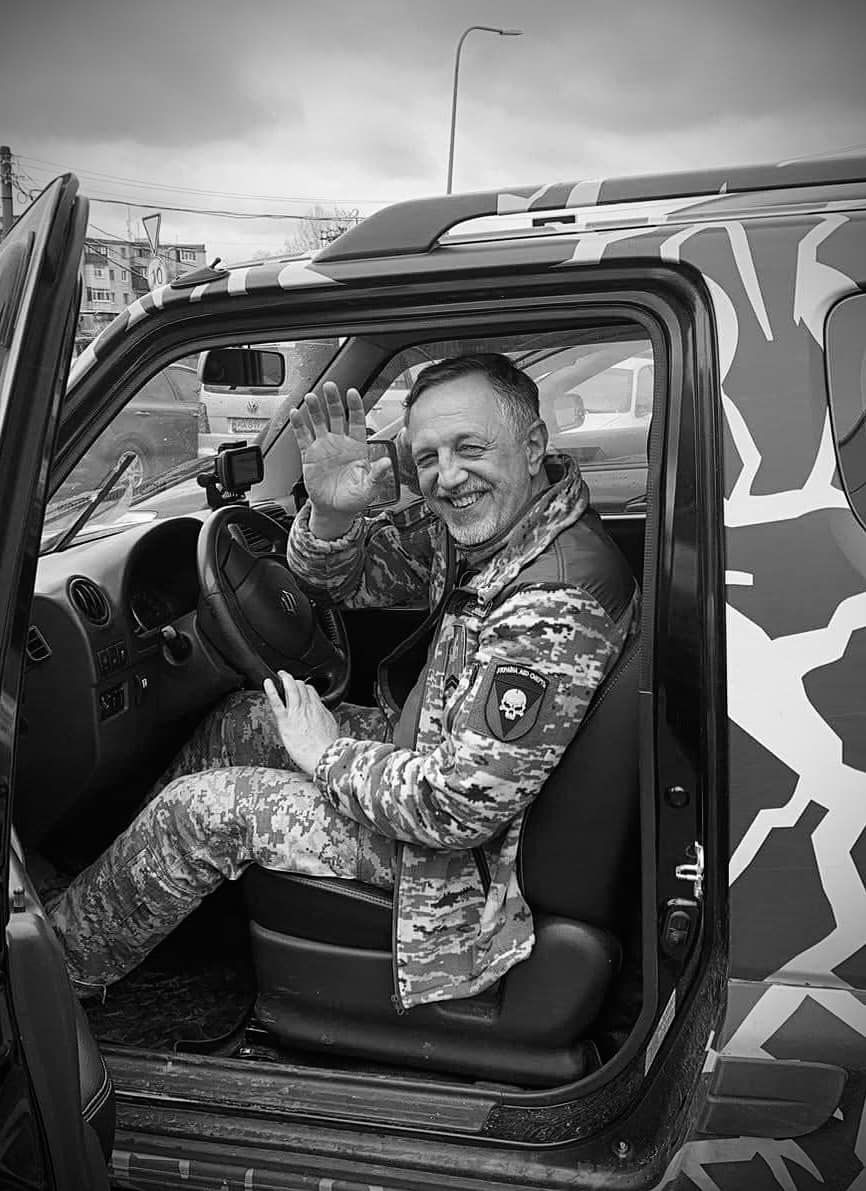
Під час служби у ЗСУ

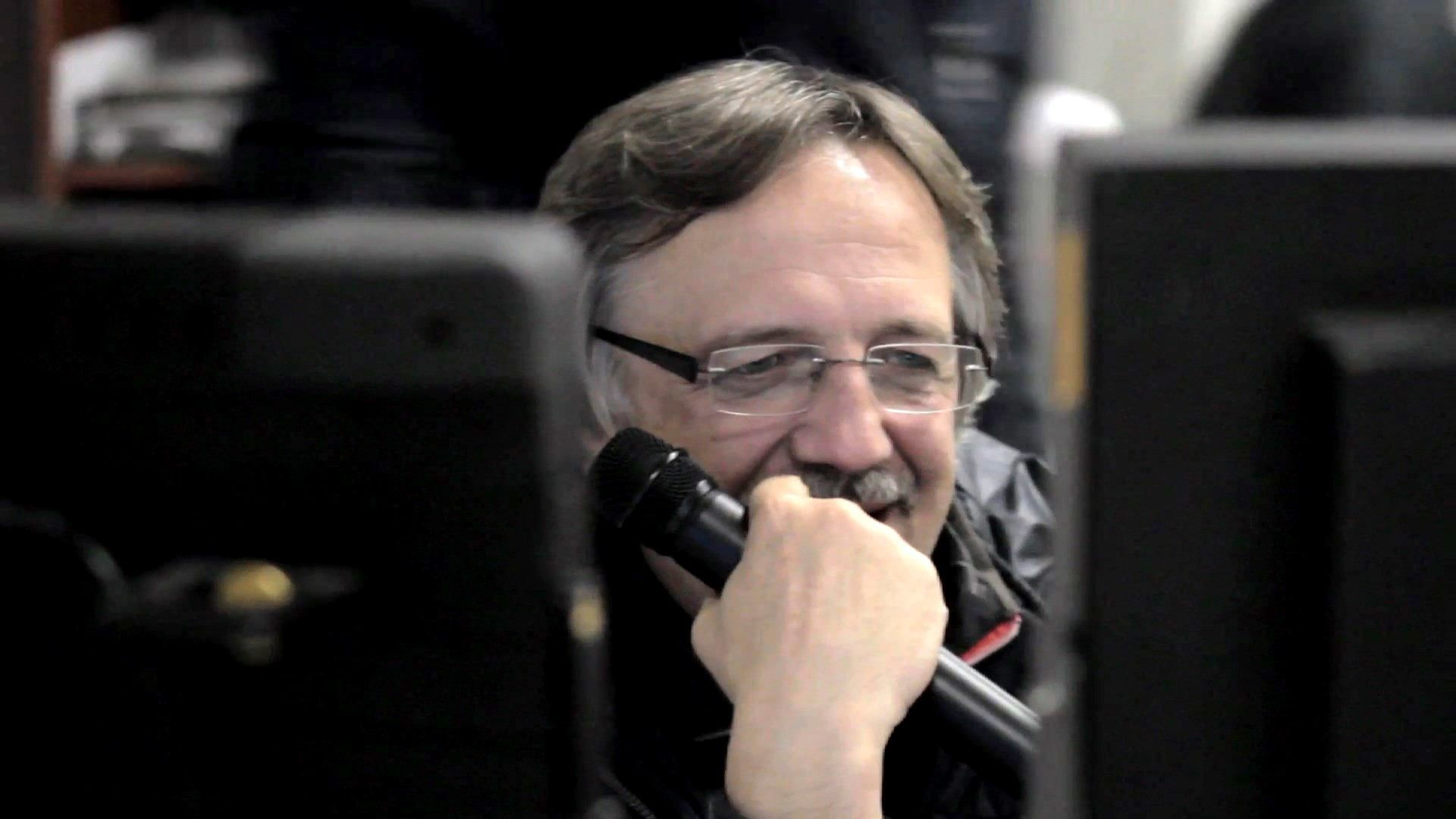
Режисер В.Кокошко на знімальному майданчику

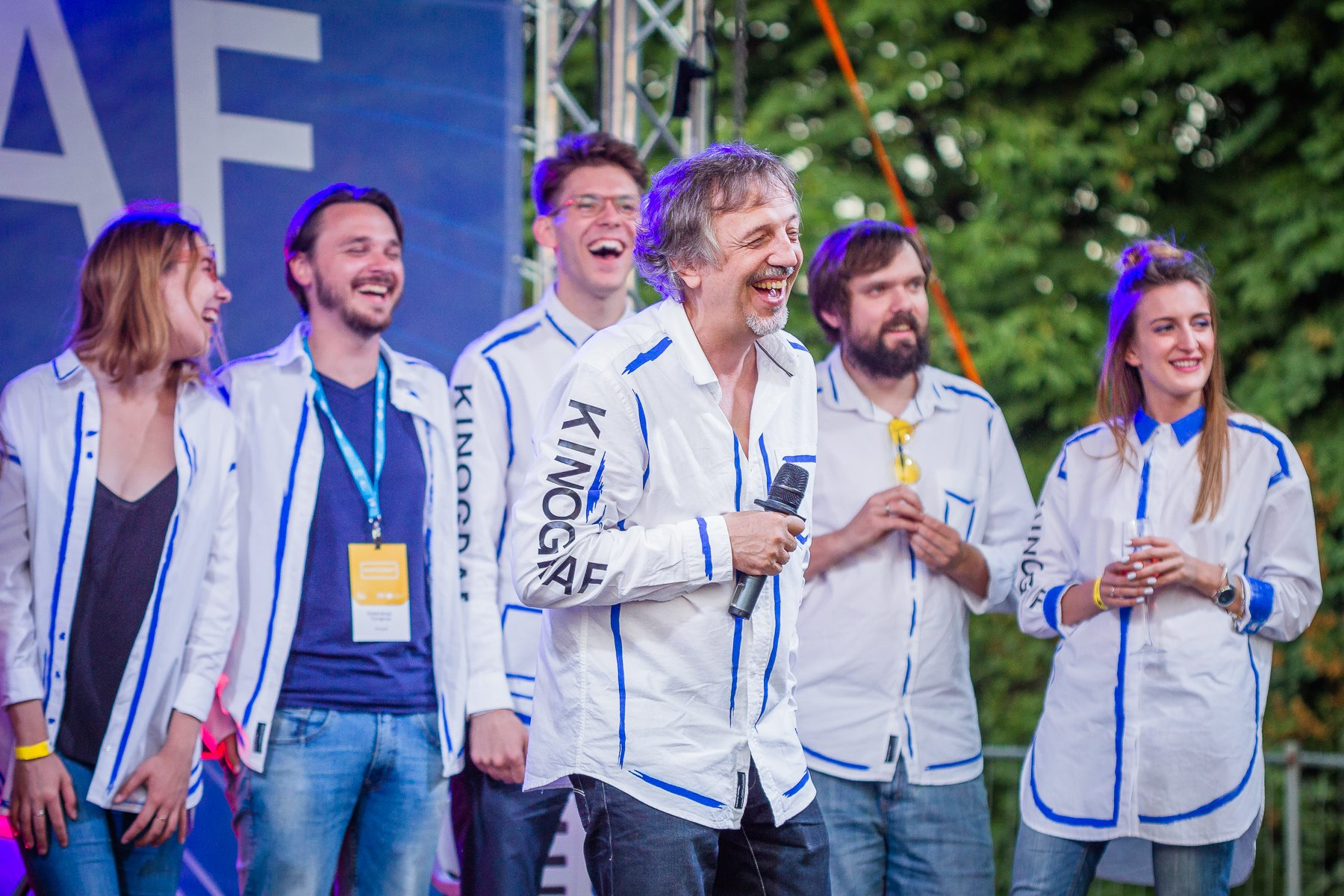
З командою на святкуванні 20-річчя компанії Kinograf

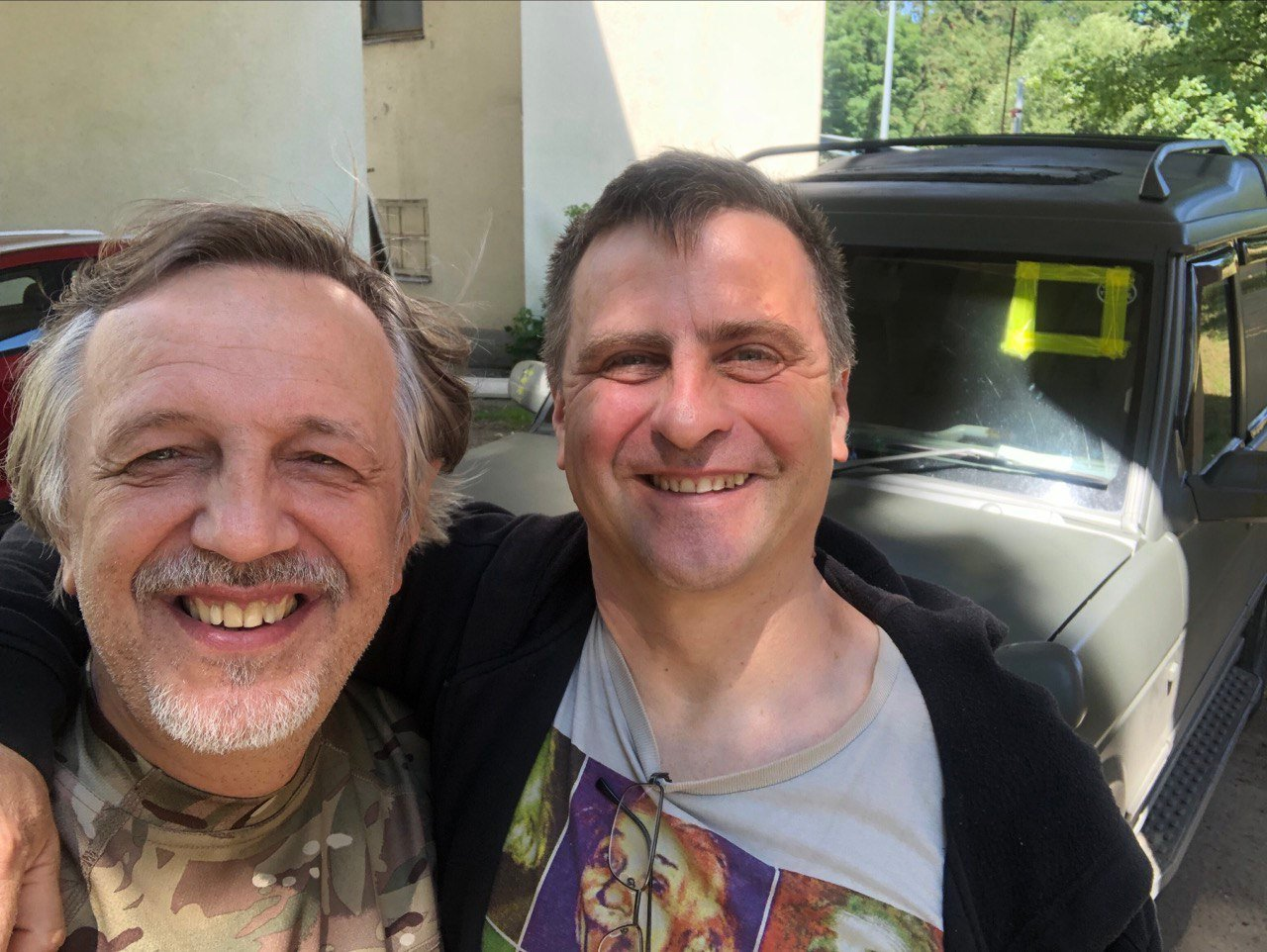
В.Кокошко відвідує в госпіталі колегу та побратима, провідного кінооператора Ярослава Пілунського

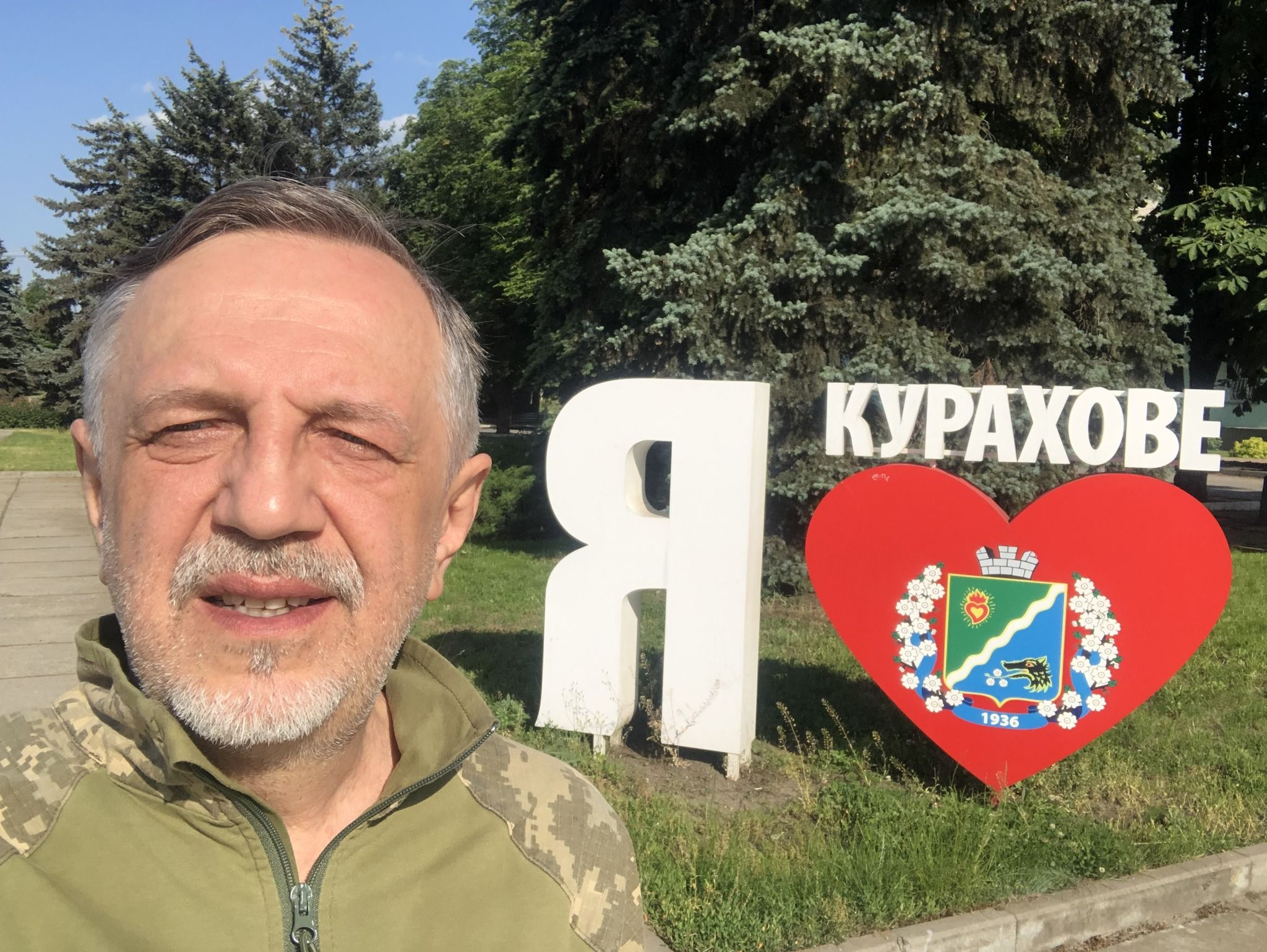
Під час захисту м.Курахово на Донбасі

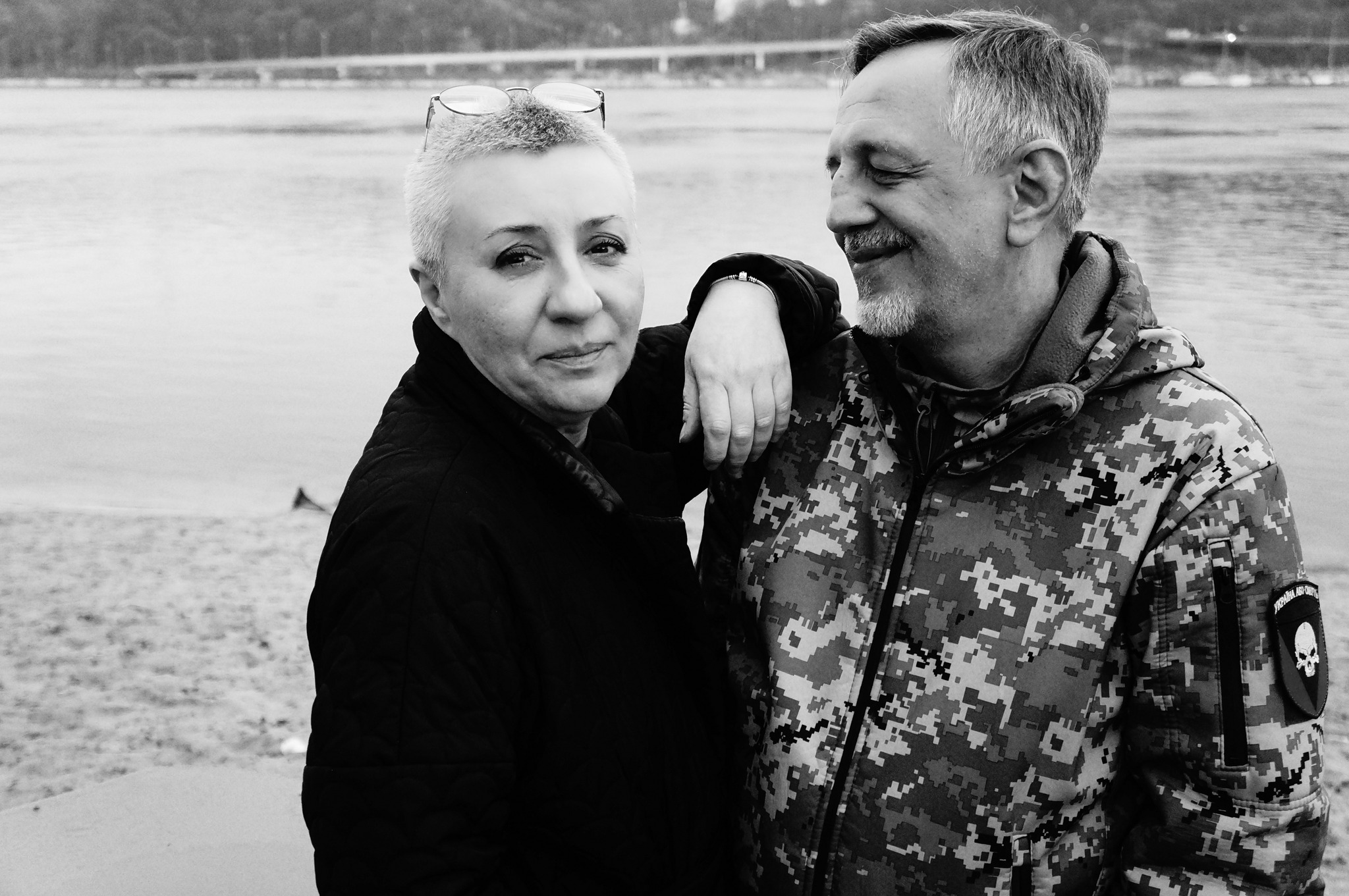
З радіоведучою, співачкою, волонтеркою Сонею Сотник

Посилання
1. ↑  На війні загинув режисер Віталій Кокошко. Прес-служба Апарату Верховної Ради України. Опубліковано 26 лютого 2025.

2. Сайт студії Kinograf
3.На фронті загинув режисер Віталій Кокошко. "Українська правда". Опубліковано 26 лютого 2025.
4. Віталій Кокошко. Яким його запам'ятали рідні і колеги. "Forbes" Опубліковано 26 лютого 2025.
5. "Був людиною великої душі й серця": відомий український режисер загинув на фронті. УНІАН Опубліковано 26 лютого 2025.
6. На фронті загинув український режисер Віталій Кокошко. ГЛАВКОМ Опубліковано 26 лютого 2025.
7. Загинув український режисер Віталій Кокошко. КореспонденТ Опубліковано 26 лютого 2025.
8. "Людина великої душі і серця": на фронті загинув відомий український режисер. Главред Опубліковано 26 лютого 2025.
9. На згадку про нашого митця, побратима, чоловіка, батька, друга, захисника. Youtube
Галерея